# Żółtaczka wiśni
Żółtaczka wiśni (ang. chlorotic necrotic ring spot of cherry, chlorotic ring spot of cherry, necrotic leaf mottle of cherry, ring mottle of cherry, yellow mottle of cherry, yellows of sour cherry) – wirusowa choroba wiśni spowodowana przez wirusa karłowatości drzew pestkowych (Prune dwarf virus, PDV).

## Objawy i szkodliwość
Najbardziej charakterystyczne objawy choroby pojawiają się na najstarszych liściach porażonych drzew około 4 tygodnie po kwitnieniu. Są to różnej wielkości żółtozielone, nieregularne plamy. Początkowo są niewielkie, ale wraz z rozwojem choroby powiększają się, obejmując znaczną część blaszki. Zielone pozostają tylko wąskie pasma wzdłuż nerwów. Na silnie porażonych liściach tworzą się chlorotyczne pierścienie ulegające nekrozie. Porażone liście przedwcześnie opadają. Występujące latem okresy chłodu przyspieszają ten proces. W takich warunkach drzewo może utracić nawet 50% liści. Na chorych drzewach powstaje mniej krótkopędów niż na zdrowych, a także mniej pąków kwiatowych i pąków liściowych, wskutek czego pędy wiśni stopniowo ogałacają się z liści. Chociaż wirus jest rozprzestrzeniony w całym zakażonym drzewie, objawy mogą być ograniczone do jednej gałęzi lub części drzewa. Wytwarzanie owoców, chociaż zmniejszone, odbywa się na zewnętrznej stronie drzewa.
Żółtaczka wiśni nie powoduje obumarcia drzew, ale może spowodować utratę 50% plonów wiśni. W szkółkach sadzonki mają 40 do 50% mniej pąków w porównaniu ze zdrowymi podkładkami i wolniej rosną. Podkładki „Krymsk 5” i „Krymsk 6” wykazują nadwrażliwość na wirusa karłowatości drzew pestkowych i wirusa nekrotycznej pierścieniowej plamistości śliwy, co powoduje śmierć zrazu.
Wśród roślin uprawianych w Polsce wirus PDV powoduje także karłowatość śliwy.

## Epidemiologia
Wirus przenoszony jest przez zainfekowane podkładki oraz podczas okulizacji i szczepienia przez zainfekowane oczka i zrazy. Rozprzestrzenia się także naturalnie w sadzie przez zainfekowany pyłek i przechodzi na nasiona. Przenoszenie wirusa przez pyłek jest powodem szybkiego rozprzestrzeniania się choroby w sadach wiśniowych. Rozprzestrzenianie się przez nasiona powoduje infekowanie podkładek. Okres inkubacji choroby wynosi 1–2 lata.

## Ochrona
Do rozmnażania wiśni należy używać wyłącznie wolne od wirusów podkładki, oczka i zrazy. Wirusa PDV można z nich usunąć przez termoterapię (przetrzymywanie przez 24–32 dni w 38 °C). Przy szczególnie cennych odmianach można stosować hodowlę z merystemów wierzchołkowych. Nowe sady zakłada się w pewnej odległości od starszych, by nie dochodziło do ich infekcji. Zastosowanie kwasu giberelinowego może powstrzymać rozwój choroby.